# Jihad (歌曲)
Jihad是美国敲击金属乐队超级杀手合唱团的一首歌曲，收录在其2006年的音樂專輯《神蹟再現》（Christ Illusion）中。这首歌想像并描绘了一名参与九一一袭击事件恐怖分子的观点，再以穆罕默德·阿塔所留遗书中的内容作为口语歌词结束，联邦调查局认定阿塔是驾驭第一架飞机撞上世界贸易中心的“自杀式恐怖分子头目”。Jihad由吉他手杰夫·汉尼曼主创，歌词则是由汉尼曼和歌手汤姆·阿拉亚共同创作。
这首歌曲在乐评人中所获评价褒贬不一，评论大多围绕歌词中的争议性议题展开。还有评论将Jihad和超级杀手合唱团1986年同样由汉尼曼创作的歌曲死亡天使相比较，这首歌发布时同样激起了很大的争议。
孟买基督教团体天主教世俗论坛的约瑟夫·迪亚斯（Joseph Dias）针对Jihad的歌词表达了担忧，还成功促使印度公司召回了专辑《神蹟再現》，该公司也没有计划在印度重新发行这张专辑。广播标准和实践部在超级杀手合唱团通过《吉米·坎摩尔直播秀》首度现身美国电视网络时审查了这首歌，只有在开场时显示了节目的主创人员名单，歌词的40%都被略去。

## 源起
Jihad由吉他手杰夫·汉尼曼主创，歌手汤姆·阿拉亚则共同创作了歌词。两人之前都曾为超级杀手合唱团的歌曲创作过争议性的歌词，其中汉尼曼曾创作过包括死亡天使和在内的争议性歌曲，通过这些歌曲探讨奥斯维辛集中营医生约瑟夫·门格勒和第三帝国亲信莱因哈德·海德里希之类纳粹人物的暴行；阿拉亚则在歌曲和死皮面具中分别深入研究了连环杀人犯杰弗里·达默（Jeffrey Dahmer）和艾德·盖恩的生活。Jihad是以911事件恐怖分子的视角出发，设想了这些“敌人”可能会有的想法。歌曲高潮部分采用了穆罕默德·阿塔留下的一封有关2001年9月11日袭击“动机”的信件，以说唱台词形式表演。联邦调查局认为阿塔正是九一一袭击事件中的“自杀式恐怖分子头目”，他劫持并控制了第一架撞上世界贸易中心的美国航空11号班机。

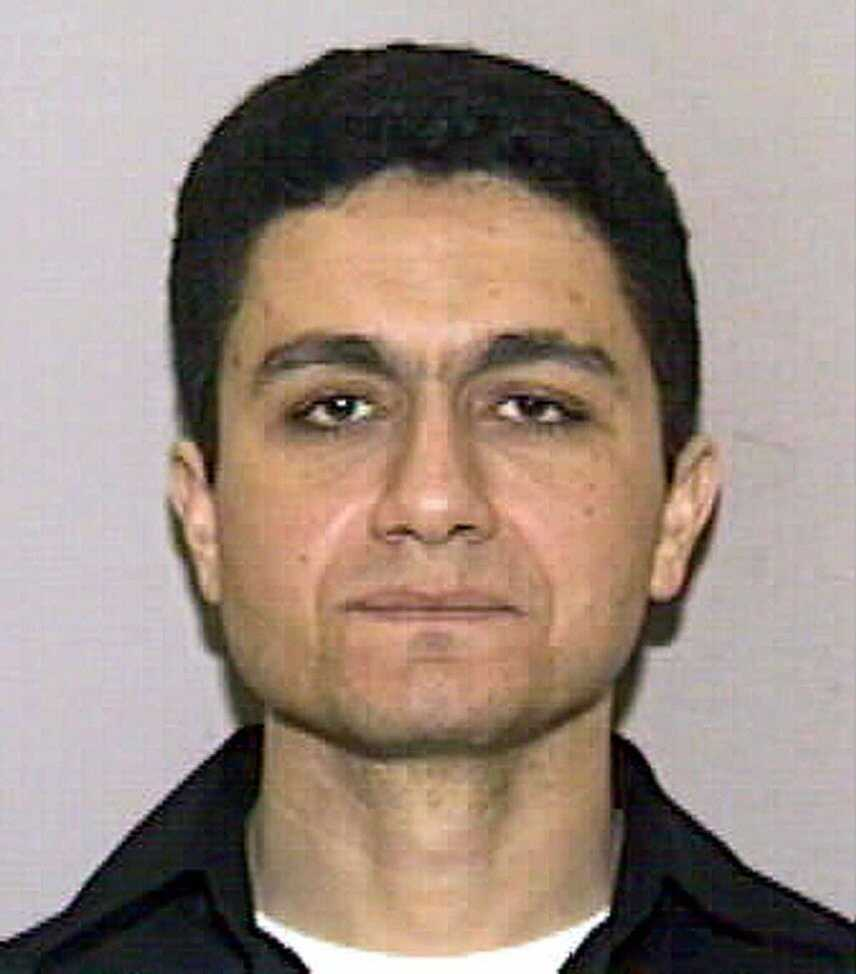
穆罕默德·阿塔留下了一封有关2001年9月11日袭击“动机”的信件。的高潮部分就采用了信中的部分语句，以说唱台词形式表演

吉他手克里·金（Kerry King）一直直言不讳地为Jihad辩护，声称这首歌拥有《神蹟再現》中“最酷的视角”。“这些新歌根本没有什么政治主题，”金在接受采访时称：“Jihad、——这都（不过）是电视里向我们喷涌而出的内容”。他还进一步指出，虽然有些人认为如此，但超级杀手合唱团无意宣传恐怖分子的战争视角和意识形态理念。他们无意在“这个星球上的其他任何乐队都已经拥有的某种特定视角”议题上纠结，所以自己必须要代表某种不同的观点。在金看来，“我们是杀手，所以我们必须与众不同”。
美国唱作人史蒂夫·厄尔（Steve Earle）在创作2002年专辑《耶路撒冷》（Jerusalem）中的歌曲《约翰·沃克的蓝调》（John Walker's Blues）时尝试类似的概念，采用2001年阿富汗战争期间被驻伊美军俘虏的塔利班恐怖分子约翰·沃克·林德的视角，林德出生于华盛顿哥伦比亚特区，是一位美国公民。厄尔因这首曲目受到了批评，金认为《圣战》也会遭遇同样的反应：“人们在看过歌词前就已经有了先入为主的成见。这不但是人的本性，而且也可以说是美国的本性”。

## 曲式结构
Jihad长3分31秒，以快速而简短的音符开始，伴随着鼓手戴夫·隆巴多（Dave Lombardo）轻踏踩镲。各种音符的节奏平衡地混合起来，乐曲速度很快但又摇摆不定，同时吉他反复演奏出连复段，旋律与乐队1986年的歌曲死亡天使有类似之处。接下来吉他的短小旋律速度减慢，再在隆巴多强烈的第五号鼓声两段式支撑下向前爆发。
网站评论员认为，与《神蹟再現》中的其它曲目相比，Jihad的乐式结构不值一提：Jihad、血肉风暴、骨架基督以及中的连复段、调音、节奏和编排都存在太多的相似之处。网站的伊恩·罗宾逊（Ian Robinson）也持负面看法，认为歌曲中所采用的那些超级杀手合唱团的技巧已经略显过时，虽然还是很有气氛，但其独奏部分的样板式演出已经有些过头了。

## 反响
2006年6月26日，Jihad和《神蹟再現》中另外两首歌曲和邪教开始通过西班牙语网站发布流媒体。《神蹟再現》是超级杀手合唱团的第9张錄音室專輯，于2006年8月8日发行，其中Jihad一曲所获评价褒贬不一。
网站的唐·凯伊（Don Kaye）认为，《神蹟再現》中“屈指可数的几首歌曲”“要么太过一般，要么就是在编排上过于拙劣，难以达到良好的效果”，他还特别点名批评了其中两首曲目：“我说的就是你，Jihad和骨架基督”。《纽约时报》的本·拉特利夫（Ben Ratliff）认为，这首歌的内容“可以预见会很强硬，但让我们来做个对比。与马丁·艾米斯（Martin Amis）近期的短篇故事《穆罕默德·阿塔最后的日子》（The Last Days of Muhammad Atta）相比，这首歌多了一层强硬，少了一分理性。（但要是）和基地组织录像带中的信息相比，这强硬又有不及了”。网站的彼得·阿特金森（Peter Atkinson）对歌曲同样没有好感，他在评论中这样写道：
|  | ……汉尼曼和阿拉亚在过去一些“困难”主题中也曾采用过同类型的战术：就事论事、超脱于字里行间之外。无论是《死亡天使》中约瑟夫·门格勒的纳粹暴行，还是213和死皮面具中杰弗里·达默与艾德·盖恩的残忍癖好都有着非常好的效果。但在这里感觉却不大对味，似乎纯粹只是为了激起人们的情绪……但超级杀手合唱团通常能做得远比这样要好。 |

不过也并非所有的评价都属负面。网站的汤姆·尤雷克（Thom Jurek）就称赞乐队在节奏上的创新，对四四拍做出了最疯狂的解构。《奥斯汀纪事报》（Austin Chronicle）的马克·萨夫洛夫（Marc Savlov）要求读者去感受其中的阴森和恐怖，无需在意疯狂的节奏，称“阿拉亚对表现一位自杀式炸弹袭击者的尝试实在太有说服力了”。
克里·金本期望由Jihad提名第49届格莱美奖最佳金属表演奖，他认为实际获得提名的是合唱团第9张录音室唱片《神蹟再現》中“表现最不理想”的歌曲。虽然金抱持着这样的看法，但还是为超级杀手合唱团赢得了他们的第一座格莱美奖。金还表示：“我喜欢演奏Jihad，因为我可以变着法子演奏吉他，杰夫会在让乐曲的开场比较安静，这样你就能听见歌迷们对这首歌的疯狂表现，通常来说，歌迷并不见得会在一首歌的开头就有这样的表现”。

### 争议
Jihad的歌词内容引起了多个领域的争议。网站的彼得·阿特金森就指出，这首歌“无疑会成为《神蹟再現》中最具争议性的曲目。”2005年6月，世界娱乐新闻网宣布，歌曲遭到泄露的歌词内容已经激怒了9/11遇难者的亲属。
孟买基督教团体“天主教世俗论坛”的约瑟夫·迪亚斯向所在地区的警察专员发出了一份备忘录，表示担心Jihad会冒犯“敏感的穆斯林……和尊重所有信仰的世俗印度人”。印度与天主教世俗论坛举行会面，对发行这张唱片表示道歉，还召回了所有副本，并且没有重新发行的计划。2006年10月11日，该公司宣布所有库存副本都已销毁。Jihad和拉里·卡罗尔（Larry Carroll）为专辑绘制的争议性封面以及歌曲中挑衅性质的歌词，都是印度公司做此决定的具体原因。阿拉亚之前预料，考虑到911事件的影响，Jihad会在美国引起强烈反弹，但实际上并非如此。他认为这部分是因为人们会把这首歌曲视为不过是“超级杀手的本色表现”。汉尼曼预料，穆斯林群体要么会因Jihad“拥抱”超级杀手合唱团，要么就会憎恨他们，911事件的受害者及亲属也会就这首歌的主题批评乐队。
2007年1月19日，超级杀手合唱团走上了的《吉米·坎摩尔直播秀》，这也是乐团首次在美国电视网络亮相。乐队一共表演了6首歌曲，但Jihad实际只播出了最开头的一分钟内容。电视台的广播标准和实践部审查了Jihad，而且在节目播出前仅一天时告知超级杀手合唱团，有约40%的歌词内容遭到了了删除。克里·金此后证实，当时乐队很想退出演出，但最终还是决定“由他去吧”。

### 和死亡天使的比较
有多份评论中曾将Jihad和死亡天使将比较，后者同样是由汉尼曼创作，收录在1986年的专辑《血腥統治》（Reign in Blood）中，其中的歌词是以纳粹医师约瑟夫·门格勒为灵感。死亡天使集中描述了第二次世界大战期间门格勒在奥斯威辛集中营进行的人体实验。的彼得·阿特金森在评论中指出两首歌曲存在相似性，对此金表示，整个事件“实在有些太夸大了”。
金在听过歌曲的回放后对相应的比较作出了这样的答复：“就像（死亡）天使那样，我们并没有对任何事情表示认可，这也根本不是一首要表示‘反’什么的歌曲”。汉尼曼则强调：“就像死亡天使一样，这只是一首纪实性的作品”。

## 主创人员
- 杰夫·汉尼曼——吉他
- 克里·金——电吉他
- 汤姆·阿拉亚——贝斯、歌唱
- 戴夫·隆巴多——鼓